# Sztárban sztár leszek! (második évad)
A Sztárban sztár leszek! című zenés tehetségkutató második évada 2021. szeptember 4-én vette kezdetét a TV2-n. Eredetileg 2020. őszén vette volna kezdetét, de a premier a Covid19-koronavírus-járvány miatt elmaradt, helyette 2020 őszén az eredeti Sztárban sztár hetedik évada volt látható. 2019. november 6-án jelentette be a TV2, hogy 2020-ban elindul a műsor második évada. Az első felhívás a jelentkezésre 2019. november 6-án jelent meg a csatorna weboldalán. Végül 2020. október 20-án Fischer Gábor, a TV2 Csoport programigazgatója, majd a Sztárban sztár hetedik évadának döntőjében a műsorvezető, Tilla bejelentette, hogy 2021 őszén elindul a Sztárban sztár leszek! második évada. A felhívás a jelentkezésre 2020. november 8-án jelent meg a TV2 weboldalán, valamint a műsor hivatalos Facebook– és Instagram–oldalán.
A műsorvezető változatlanul Tilla volt. A második évadban Horváth Tamás és Bereczki Zoltán már nem voltak a zsűri tagjai. Helyükre Köllő Babett és Majoros Péter „Majka” érkezett, Pápai Joci és Tóth Gabi ebben az évadban is a zsűri tagjai voltak. A műsor online riporterei Budavári Fülöp és Kadlecsek Krisztián.
Az évad 15 részes volt, az első három héten a hétvége mindkét napján, majd vasárnaponként sugározta a csatorna. A döntőre november 21-én került sor.

## Adások felvételről

### Válogatók
A műsor felvételeit ezúttal is egy meghallgatás-sorozat előzte meg, amely 2020. február 3-n vette kezdetét, az első helyszín Nyíregyháza volt. A válogatón elég volt egy zsűritag IGEN szavazata is, ebben az esetben az ő csapatába kerül az adott versenyző. Ha a versenyzőt kettő vagy több zsűritagtól kapott IGEN szavazatot, akkor el kellett dönteniük a zsűritagoknak, hogy ki legyen az adott versenyző mestere. A szereplőválogatás végén a mestereknek el kellett dönteniük, hogy kiket visznek magukkal a középdöntőbe. 
Az alábbi versenyzők kaptak legalább egy igent valamelyik mestertől a válogatók során:
| 1. válogató (szeptember 4.) - Szalontai Dávid - Krutilla Fruzsina - Molnár Sándor - Tóth-Petró Dalma - Vizi Imre - Rompos Ádám - Minya Vivien - Herczogh Richárd - Hájek Viktória - Csiki András - Kázmér Tamás - Szucskó Noémi - Pál-Baláž Karmen | 2. válogató (szeptember 5.) - Farkas Katalin - Kaly Roland - Prieger Fanni - Prekop Adél - Kertész Iván - Grubits Blanka Zsófia - Kútvölgyi Sára - Nagy Béla „MC Béci” - Csiszár István - Fürjes István - Juhász Kitti - Horváth Dániel - Gábor Márkó - Máté Miriam - Czeglédi Ágnes - Szaszák Zsolt | 3. válogató (szeptember 11.) - Fodor Erik - Urbán Edina - Juhos Zsófia - Szabó Tamás - Kovács Lotti - Kéri Károly - Csonka Miklós - Bognár János - Balogh Krisztofer - Csontos Karina - Venczli Zóra - Horváth Irén Dzsenifer - Molnár Alíz - Felföldi Adrián - Csapó Csaba - Balázs Emőke | 4. válogató (szeptember 12.) - Adorján Sándor - Csintalan Márk - Tarcsi Szilveszter Zoltán - Vincze Liza - Bujdosó Virág - Mező Tibor Justin és Fehér Pál Johnny - Molnár Márk - Divin Ngamba - Zsitva Réka - Beale Emma - Kárász Dávid | 5. válogató (szeptember 18.) |

### Középdöntők
A középdöntőben 3 széket helyeztek el a színpad szélén. A meghallgatás csapatonként zajlott és csak az adott versenyző mestere dönthetett arról, hogy továbbjutatja-e, tehát leülteti-e a versenyzőt vagy sem. A leültetés nem jelentett automatikus továbbjutást, ugyanis ha minden szék foglalt volt és az adott mester újabb versenyzőt ültetett le, akkor ehhez valakit fel kellett állítania. Minden mesternek 3–3 versenyzője, összesen 12 versenyző juthatott az élő show-ba.

#### 1. középdöntő (szeptember 19.)
A középdöntő első részében Köllő Babett és Majka alakította ki csapatát.
| #                    | Előadó               | Dal                          | Eredeti előadó           | Eredmény                              | Székeken helyet foglaló versenyzők | Székeken helyet foglaló versenyzők | Székeken helyet foglaló versenyzők |
| #                    | Előadó               | Dal                          | Eredeti előadó           | Eredmény                              | 1. szék                            | 2. szék                            | 3. szék                            |
| Köllő Babett csapata | Köllő Babett csapata | Köllő Babett csapata         | Köllő Babett csapata     | Köllő Babett csapata                  | Köllő Babett csapata               | Köllő Babett csapata               | Köllő Babett csapata               |
| -------------------- | -------------------- | ---------------------------- | ------------------------ | ------------------------------------- | ---------------------------------- | ---------------------------------- | ---------------------------------- |
| 1                    | Szakács Szilvia      | So What                      | Pink                     | Szék → Továbbjutott                   | Szakács Szilvia                    | üres                               | üres                               |
| 2                    | Kiss Attila          | Goodbye, My Love, Goodbye    | Demis Roussos            | Szék → Ellopták → Kiesett             | Szakács Szilvia                    | Kiss Attila                        | üres                               |
| 3                    | Prieger Fanni        | Itt a piros, hol a piros     | Nótár Mary               | Szék → Kiesett                        | Szakács Szilvia                    | Kiss Attila                        | Prieger Fanni                      |
| 4                    | Leszkó György        | Isn't She Lovely             | Stevie Wonder            | Kiesett                               | Szakács Szilvia                    | Kiss Attila                        | Prieger Fanni                      |
| 5                    | Krutilla Fruzsina    | Szebb holnap                 | Szekeres Adrien (Unisex) | Kiesett                               | Szakács Szilvia                    | Kiss Attila                        | Prieger Fanni                      |
| 6                    | Jace Dean Bowren     | Uptown Funk                  | Bruno Mars               | Kiesett                               | Szakács Szilvia                    | Kiss Attila                        | Prieger Fanni                      |
| 7                    | Csintalan Márk       | Szeretni bolondulásig        | Szécsi Pál               | Szék → Kiesett                        | Szakács Szilvia                    | Kiss Attila                        | Csintalan Márk                     |
| 8                    | Máté Miriam          | Never Enough                 | Loren Allred             | Szék → Kiesett                        | Szakács Szilvia                    | Máté Miriam                        | Csintalan Márk                     |
| 9                    | Krizsán Lili         | Fly Away                     | Tones and I              | Szék → Továbbjutott                   | Szakács Szilvia                    | Máté Miriam                        | Krizsán Lili                       |
| 10                   | Kárász Dávid         | Whataya Want from Me         | Adam Lambert             | Szék → Továbbjutott                   | Szakács Szilvia                    | Kárász Dávid                       | Krizsán Lili                       |
| Majka csapata        |                      |                              |                          |                                       |                                    |                                    |                                    |
| 1                    | Beale Emma           | If I Ain't Got You           | Alicia Keys              | Kiesett                               | üres                               | üres                               | üres                               |
| 2                    | Vizi Imre            | Forget You                   | Cee Lo Green             | Kiesett                               | üres                               | üres                               | üres                               |
| 3                    | Mandal Leila         | 7 rings                      | Ariana Grande            | Kiesett                               | üres                               | üres                               | üres                               |
| 4                    | Balázs Emőke         | Candyman                     | Christina Aguilera       | Kiesett                               | üres                               | üres                               | üres                               |
| 5                    | Kaly Roland          | Sofia                        | Álvaro Soler             | Ellopták → Kiesett                    | üres                               | üres                               | üres                               |
| 6                    | Fehér Martin         | Careless Whispers            | George Michael           | Kiesett                               | üres                               | üres                               | üres                               |
| 7                    | Bujdosó Virág        | I Like It                    | Cardi B                  | Szék → Kiesett                        | Bujdosó Virág                      | üres                               | üres                               |
| 8                    | Stephanie            | Can’t Get You Out of My Head | Kylie Minogue            | Szék → Kiesett → Visszajött → Kiesett | Bujdosó Virág                      | Stephanie                          | üres                               |
| 9                    | Kertész Iván         | Diamonds                     | Sam Smith                | Szék → Kiesett                        | Bujdosó Virág                      | Stephanie                          | Kertész Iván                       |
| 10                   | Vincze Eliza         | Get Ur Freak On              | Missy Elliott            | Szék → Továbbjutott                   | Vincze Eliza                       | Stephanie                          | Kertész Iván                       |
| 11                   | Csiszár István       | Rock Me Amadeus              | Falco                    | Szék → Továbbjutott                   | Vincze Eliza                       | Csiszár István                     | Stephanie                          |
| 12                   | Kocsis Renata        | Total Eclipse of the Heart   | Bonnie Tyler             | Kiesett                               | Vincze Eliza                       | Csiszár István                     | Stephanie                          |
| 13                   | Hadas Alfréd         | Without Me                   | Eminem                   | Szék → Továbbjutott                   | Vincze Eliza                       | Csiszár István                     | Hadas Alfréd                       |

#### 2. középdöntő (szeptember 26.)
A középdöntő második részében Pápai Joci és Tóth Gabi alakította ki csapatát.
| #                  | Előadó              | Dal                     | Eredeti előadó                | Eredmény                       | Székeken helyet foglaló versenyzők | Székeken helyet foglaló versenyzők | Székeken helyet foglaló versenyzők |
| #                  | Előadó              | Dal                     | Eredeti előadó                | Eredmény                       | 1. szék                            | 2. szék                            | 3. szék                            |
| Tóth Gabi csapata  | Tóth Gabi csapata   | Tóth Gabi csapata       | Tóth Gabi csapata             | Tóth Gabi csapata              | Tóth Gabi csapata                  | Tóth Gabi csapata                  | Tóth Gabi csapata                  |
| ------------------ | ------------------- | ----------------------- | ----------------------------- | ------------------------------ | ---------------------------------- | ---------------------------------- | ---------------------------------- |
| 1                  | Szaszák Zsolt       | Sweet Child O' Mine     | Axl Rose (Guns N’ Roses)      | Szék → Továbbjutott            | Szaszák Zsolt                      | üres                               | üres                               |
| 2                  | Venczli Zóra        | Hot N Cold              | Katy Perry                    | Szék → Ellopták → Továbbjutott | Szaszák Zsolt                      | Venczli Zóra                       | üres                               |
| 3                  | Csonka Miklós       | I Got You (I Feel Good) | James Brown                   | Szék → Kiesett                 | Szaszák Zsolt                      | Venczli Zóra                       | Csonka Miklós                      |
| 4                  | Csontos Karina      | Rolling in the Deep     | Adele                         | Kiesett                        | Szaszák Zsolt                      | Venczli Zóra                       | Csonka Miklós                      |
| 5                  | Csapó Csaba         | Induljon a banzáj!      | Kovács Ákos (Bonanza Banzai)  | Kiesett                        | Szaszák Zsolt                      | Venczli Zóra                       | Csonka Miklós                      |
| 6                  | Ceglédi Ágnes       |                         | Dua Lipa                      | Kiesett                        | Szaszák Zsolt                      | Venczli Zóra                       | Csonka Miklós                      |
| 7                  | Felföldi Adrián     |                         |                               | Kiesett                        | Szaszák Zsolt                      | Venczli Zóra                       | Csonka Miklós                      |
| 8                  | Shane               | Perfect                 | Ed Sheeran                    | Kiesett                        | Szaszák Zsolt                      | Venczli Zóra                       | Csonka Miklós                      |
| 9                  | Juhos Zsófia        | Deja Vu                 | Beyoncé                       | Szék → Kiesett                 | Szaszák Zsolt                      | Juhos Zsófia                       | Csonka Miklós                      |
| 10                 | Urbán Edina         | Nothing Compares 2 U    | Sinéad O’Connor               | Szék → Továbbjutott            | Szaszák Zsolt                      | Juhos Zsófia                       | Urbán Edina                        |
| 11                 | Balogh Krisztofer   | Love Me Again           | John Newman                   | Szék → Továbbjutott            | Szaszák Zsolt                      | Balogh Krisztofer                  | Urbán Edina                        |
| Pápai Joci csapata |                     |                         |                               |                                |                                    |                                    |                                    |
| 1                  | Nagy Béla           | Mindenki táncol /90'/   | Majka                         | Kiesett                        | Kaly Roland                        | Venczli Zóra                       | Kiss Attila                        |
| 2                  | Szentmiklósi Larion | Yo-yo                   | Csepregi Éva (Neoton Família) | Kiesett                        | Kaly Roland                        | Venczli Zóra                       | Kiss Attila                        |
| 3                  | Adorján Sándor      | A nézését meg a járását | Kis Grófo                     | Kiesett                        | Kaly Roland                        | Venczli Zóra                       | Kiss Attila                        |
| 4                  | Lakatos István      | Özönvíz                 | Pápai Joci                    | Szék → Kiesett                 | Lakatos István                     | Venczli Zóra                       | Kiss Attila                        |
| 5                  | Csiki András        | Mindenki valakié        | Charlie                       | Kiesett                        | Lakatos István                     | Venczli Zóra                       | Kiss Attila                        |
| 6                  | Zsitva Réka         | Vogue                   | Madonna                       | Szék → Kiesett                 | Zsitva Réka                        | Venczli Zóra                       | Kiss Attila                        |
| 7                  | Kútvölgyi Sára      | I See You               | Leona Lewis                   | Szék                           | Zsitva Réka                        | Venczli Zóra                       | Kútvölgyi Sára                     |
| 8                  | Gábor Márkó         | You Are The Reason      | Calum Scott                   | Szék → Továbbjutott            | Gábor Márkó                        | Venczli Zóra                       | Kútvölgyi Sára                     |
| 9                  | Pál-Baláž Karmen    | Diamonds                | Rihanna                       | Szék → Továbbjutott            | Gábor Márkó                        | Venczli Zóra                       | Pál-Baláž Karmen                   |

## Élő adások
Az élő adásokban a nézők a produkciókat azok időtartama alatt 1-től 10-ig pontozhatták a TV2 Live applikációval, a zsűritől a versenyzők összesen maximálisan 30 pontot kaphattak, mivel a mesterük nem pontozhatott. A döntőben a zsűri nem adott pontokat, kizárólag a nézői voksok számítottak. Az eredeti Sztárban sztárral ellentétben a közös produkciók alatt a zsűri nem osztott ki pontokat. A legtöbb összesített szavazattal rendelkező versenyző automatikusan továbbjutott, míg a két legkevesebb összesített szavazattal rendelkező versenyzőre másfél, később két percen át lehet szavazni egy ún. "villámszavazásban". A villámszavazás során emelt díjas telefonhívással is lehetett szavazni, egy emelt díjas telefonhívás a TV2 Live applikáción leadott szavazatok háromszorosát jelentette. 

### Összesített eredmények
| Csapatok Köllő Babett csapata Majoros Péter „Majka” csapata Tóth Gabi csapata Pápai Joci csapata | Jelmagyarázat – A versenyző továbbjutott – A legtöbb szavazattal rendelkező versenyző (heti győztes) – A két legkevesebb szavazattal rendelkező versenyző, akiknek a sorsáról a villámszavazás döntött – A versenyző kiesett |

| #   | Versenyző | Versenyző         | 1. adás (október 3.) | 2. adás (október 10.) | 3. adás (október 17.) | 4. adás (október 24.) | 5. adás (október 31.) | 6. adás (november 7.) | 7. adás (november 14.) | 8. adás (november 21.) |
| --- | --------- | ----------------- | -------------------- | --------------------- | --------------------- | --------------------- | --------------------- | --------------------- | ---------------------- | ---------------------- |
| 1.  |           | Csiszár István    | Továbbjutott         | Továbbjutott          | Továbbjutott          | Továbbjutott          | Továbbjutott          | Továbbjutott          | Továbbjutott           | 1. helyezett döntőben  |
| 2.  |           | Szakács Szilvia   | Továbbjutott         | Továbbjutott          | Továbbjutott          | Továbbjutott          | Továbbjutott          | Továbbjutott          | Továbbjutott           | 2. helyezett döntőben  |
| 3.  |           | Gábor Márkó       | Utolsó kettő         | Továbbjutott          | Továbbjutott          | Továbbjutott          | Továbbjutott          | Továbbjutott          | Továbbjutott           | 3. helyezett döntőben  |
| 4.  |           | Pál-Baláž Karmen  | Továbbjutott         | Továbbjutott          | Továbbjutott          | Utolsó kettő          | Továbbjutott          | Továbbjutott          | Továbbjutott           | 4. helyezett döntőben  |
| 5.  |           | Hadas Alfréd      | Továbbjutott         | Továbbjutott          | Továbbjutott          | Továbbjutott          | Továbbjutott          | Továbbjutott          | Utolsó kettő           | 5. helyezett döntőben  |
| 6.  |           | Venczli Zóra      | Továbbjutott         | Továbbjutott          | Továbbjutott          | Továbbjutott          | Továbbjutott          | Utolsó kettő          | Utolsó kettő           | Kiesett a 7. adásban   |
| 7.  |           | Kárász Dávid      | Továbbjutott         | Továbbjutott          | Utolsó kettő          | Továbbjutott          | Utolsó kettő          | Utolsó kettő          | Kiesett a 6. adásban   | Kiesett a 6. adásban   |
| 8.  |           | Balogh Krisztofer | Továbbjutott         | Továbbjutott          | Továbbjutott          | Továbbjutott          | Utolsó kettő          | Kiesett az 5. adásban | Kiesett az 5. adásban  | Kiesett az 5. adásban  |
| 9.  |           | Urbán Edina       | Továbbjutott         | Utolsó kettő          | Továbbjutott          | Utolsó kettő          | Kiesett a 4. adásban  | Kiesett a 4. adásban  | Kiesett a 4. adásban   | Kiesett a 4. adásban   |
| 10. |           | Szaszák Zsolt     | Továbbjutott         | Továbbjutott          | Utolsó kettő          | Kiesett a 3. adásban  | Kiesett a 3. adásban  | Kiesett a 3. adásban  | Kiesett a 3. adásban   | Kiesett a 3. adásban   |
| 11. |           | Krizsán Lili      | Továbbjutott         | Utolsó kettő          | Kiesett a 2. adásban  | Kiesett a 2. adásban  | Kiesett a 2. adásban  | Kiesett a 2. adásban  | Kiesett a 2. adásban   | Kiesett a 2. adásban   |
| 12. |           | Vincze Eliza      | Utolsó kettő         | Kiesett az 1. adásban | Kiesett az 1. adásban | Kiesett az 1. adásban | Kiesett az 1. adásban | Kiesett az 1. adásban | Kiesett az 1. adásban  | Kiesett az 1. adásban  |

### 1. adás (október 3.)
- Közös produkció: Iko Iko (My Bestie) (Justin Wellington feat. Small Jam)

| #  | Előadó | Előadó            | Dal                          | Eredeti előadó            | Pontozás | Pontozás     | Pontozás  | Pontozás   | Pontozás | Eredmény      |
| #  | Előadó | Előadó            | Dal                          | Eredeti előadó            |          |              |           |            | Összesen | Eredmény      |
| #  | Előadó | Előadó            | Dal                          | Eredeti előadó            | Majka    | Köllő Babett | Tóth Gabi | Pápai Joci | Összesen | Eredmény      |
| -- | ------ | ----------------- | ---------------------------- | ------------------------- | -------- | ------------ | --------- | ---------- | -------- | ------------- |
| 1  |        | Hadas Alfréd      | Gettin' Jiggy Wit It         | Will Smith                | X        | 8            | 8         | 8          | 24       | Továbbjutott  |
| 2  |        | Pál-Baláž Karmen  | Raise Your Glass             | Pink                      | 7        | 8            | 8         | X          | 23       | Továbbjutott  |
| 3  |        | Urbán Edina       | Flashdance... What a Feeling | Irene Cara                | 8        | 9            | X         | 9          | 26       | Továbbjutott  |
| 4  |        | Kárász Dávid      | Love Runs Out                | Ryan Tedder (OneRepublic) | 9        | X            | 9         | 8          | 26       | Továbbjutott  |
| 5  |        | Venczli Zóra      | Bongo cha cha cha            | Caterina Valente          | 8        | 8            | 8         | X          | 24       | Továbbjutott  |
| 6  |        | Vincze Eliza      | Let’s Get Loud               | Jennifer Lopez            | X        | 8            | 7         | 7          | 22       | Kiesett       |
| 7  |        | Csiszár István    | Boombastic                   | Shaggy                    | X        | 10           | 10        | 10         | 30       | Továbbjutott  |
| 8  |        | Szakács Szilvia   | Together Again               | Janet Jackson             | 9        | X            | 10        | 10         | 29       | Továbbjutott  |
| 9  |        | Balogh Krisztofer | Ne nézz vissza rám!          | Emilio                    | 10       | 10           | X         | 10         | 30       | Továbbjutott  |
| 10 |        | Gábor Márkó       | Dynamite                     | Jungkook (BTS)            | 8        | 7            | 8         | X          | 23       | Utolsó előtti |
| 11 |        | Krizsán Lili      | Néztek                       | Tóth Andi                 | 9        | X            | 8         | 7          | 24       | Továbbjutott  |
| 12 |        | Szaszák Zsolt     | Think                        | Aretha Franklin           | 9        | 10           | X         | 9          | 28       | Továbbjutott  |

### 2. adás (október 10.)
- Közös produkció: Stay (The Kid Laroi feat. Justin Bieber)

| #  | Előadó | Előadó            | Dal                  | Eredeti előadó           | Pontozás | Pontozás     | Pontozás  | Pontozás   | Pontozás | Eredmény      |
| #  | Előadó | Előadó            | Dal                  | Eredeti előadó           |          |              |           |            | Összesen | Eredmény      |
| #  | Előadó | Előadó            | Dal                  | Eredeti előadó           | Majka    | Köllő Babett | Tóth Gabi | Pápai Joci | Összesen | Eredmény      |
| -- | ------ | ----------------- | -------------------- | ------------------------ | -------- | ------------ | --------- | ---------- | -------- | ------------- |
| 1  |        | Venczli Zóra      | Good 4 U             | Olivia Rodrigo           | 8        | 8            | 8         | X          | 24       | Továbbjutott  |
| 2  |        | Szaszák Zsolt     | Raggamoffin 2.       | L.L. Junior              | 8        | 9            | X         | 8          | 25       | Továbbjutott  |
| 3  |        | Szakács Szilvia   | Pá, kis aranyom      | Galambos Erzsi           | 9        | X            | 9         | 9          | 27       | Továbbjutott  |
| 4  |        | Csiszár István    | Zitti e buoni        | Damiano David (Måneskin) | X        | 10           | 10        | 10         | 30       | Továbbjutott  |
| 5  |        | Urbán Edina       | Together Forever     | Rick Astley              | 9        | 9            | X         | 8          | 26       | Utolsó előtti |
| 6  |        | Krizsán Lili      | Say My Name          | Bebe Rexha               | 7        | X            | 7         | 7          | 21       | Kiesett       |
| 7  |        | Hadas Alfréd      | Ice Ice Baby         | Vanilla Ice              | X        | 9            | 10        | 8          | 27       | Továbbjutott  |
| 8  |        | Kárász Dávid      | Rock DJ              | Robbie Williams          | 8        | X            | 9         | 8          | 25       | Továbbjutott  |
| 9  |        | Gábor Márkó       | Kiss                 | Prince                   | 10       | 10           | 10        | X          | 30       | Továbbjutott  |
| 10 |        | Pál-Baláž Karmen  | Set Fire to the Rain | Adele                    | 9        | 9            | 10        | X          | 28       | Továbbjutott  |
| 11 |        | Balogh Krisztofer | Beggin'              | Tshawe Baqwa (Madcon)    | 9        | 9            | X         | 10         | 28       | Továbbjutott  |

### 3. adás (október 17.)
- Közös produkció: Heartbreak Anthem (Little Mix, Galantis, David Guetta)

| #  | Előadó | Előadó            | Dal                                                 | Eredeti előadó               | Pontozás | Pontozás     | Pontozás  | Pontozás   | Pontozás | Eredmény      |
| #  | Előadó | Előadó            | Dal                                                 | Eredeti előadó               |          |              |           |            | Összesen | Eredmény      |
| #  | Előadó | Előadó            | Dal                                                 | Eredeti előadó               | Majka    | Köllő Babett | Tóth Gabi | Pápai Joci | Összesen | Eredmény      |
| -- | ------ | ----------------- | --------------------------------------------------- | ---------------------------- | -------- | ------------ | --------- | ---------- | -------- | ------------- |
| 1  |        | Balogh Krisztofer | Gyere, gyere Bubamara                               | Bangó Margit                 | 10       | 10           | X         | 10         | 30       | Továbbjutott  |
| 2  |        | Szakács Szilvia   | In Your Eyes                                        | Kylie Minogue                | 8        | X            | 9         | 9          | 26       | Továbbjutott  |
| 3  |        | Csiszár István    | If I Could Turn Back Time / Believe / Strong Enough | Cher                         | X        | 9            | 8         | 9          | 26       | Továbbjutott  |
| 4  |        | Szaszák Zsolt     | Altass el                                           | Mester Tamás                 | 8        | 9            | X         | 7          | 24       | Kiesett       |
| 5  |        | Venczli Zóra      | Jump                                                | Chris Kelly (Kris Kross)     | 7        | 9            | 8         | X          | 24       | Továbbjutott  |
| 6  |        | Kárász Dávid      | Sweat (A La La La La Long)                          | Calton Coffie (Inner Circle) | 9        | X            | 9         | 9          | 27       | Utolsó előtti |
| 7  |        | Urbán Edina       | Stupid Love                                         | Lady Gaga                    | 8        | 9            | X         | 9          | 26       | Továbbjutott  |
| 8  |        | Hadas Alfréd      | California Love                                     | Dr. Dre                      | X        | 10           | 10        | 10         | 30       | Továbbjutott  |
| 9  |        | Pál-Baláž Karmen  | Euphoria                                            | Loreen                       | 10       | 10           | 10        | X          | 30       | Továbbjutott  |
| 10 |        | Gábor Márkó       | Bamboléo                                            | Nicolás Reyes (Gipsy Kings)  | 10       | 10           | 10        | X          | 30       | Továbbjutott  |

### 4. adás (október 24.)
- Közös produkció: Love Again (Dua Lipa)

| # | Előadó | Előadó            | Dal                  | Eredeti előadó            | Pontozás | Pontozás     | Pontozás  | Pontozás   | Pontozás | Eredmény      |
| # | Előadó | Előadó            | Dal                  | Eredeti előadó            |          |              |           |            | Összesen | Eredmény      |
| # | Előadó | Előadó            | Dal                  | Eredeti előadó            | Majka    | Köllő Babett | Tóth Gabi | Pápai Joci | Összesen | Eredmény      |
| - | ------ | ----------------- | -------------------- | ------------------------- | -------- | ------------ | --------- | ---------- | -------- | ------------- |
| 1 |        | Pál-Baláž Karmen  | Locked Out of Heaven | Bruno Mars                | 10       | 9            | 9         | X          | 28       | Utolsó előtti |
| 2 |        | Kárász Dávid      | Livin’ on a Prayer   | Jon Bon Jovi (Bon Jovi)   | 9        | X            | 10        | 10         | 29       | Továbbjutott  |
| 3 |        | Hadas Alfréd      | A szex vajon mi?     | Pain                      | X        | 9            | 9         | 10         | 28       | Továbbjutott  |
| 4 |        | Urbán Edina       | Ébredj fel!          | Péter Szabó Szilvia (NOX) | 10       | 9            | X         | 10         | 29       | Kiesett       |
| 5 |        | Balogh Krisztofer | Can't Feel My Face   | The Weeknd                | 10       | 9            | X         | 10         | 29       | Továbbjutott  |
| 6 |        | Venczli Zóra      | A Thousand Years     | Christina Perri           | 10       | 9            | 10        | X          | 29       | Továbbjutott  |
| 7 |        | Gábor Márkó       | Boys                 | Sabrina                   | 10       | 10           | 10        | X          | 30       | Továbbjutott  |
| 8 |        | Szakács Szilvia   | Roar                 | Katy Perry                | 10       | X            | 10        | 10         | 30       | Továbbjutott  |
| 9 |        | Csiszár István    | Karma Chameleon      | Boy George (Culture Club) | X        | 9            | 9         | 10         | 28       | Továbbjutott  |

- Extra produkció: VALMAR, Nemazalány és Sofi – Álmatlan esték

### 5. adás (október 31.)
Az ötödik adásban a versenyzők egy egyéni produkcióval és egy versenytársukkal alkotott duettel léptek színpadra. A zsűri a duetteket nem pontozta.
- Közös produkció: Thriller (Michael Jackson)

| #                | Előadó | Előadó            | Dal                  | Eredeti előadó                             | Eredeti előadó                             | Pontozás              | Pontozás              | Pontozás              | Pontozás              | Pontozás              | Eredmény      |
| #                | Előadó | Előadó            | Dal                  | Eredeti előadó                             | Eredeti előadó                             |                       |                       |                       |                       | Összesen              | Eredmény      |
| #                | Előadó | Előadó            | Dal                  | Eredeti előadó                             | Eredeti előadó                             | Majka                 | Köllő Babett          | Tóth Gabi             | Pápai Joci            | Összesen              | Eredmény      |
| ---------------- | ------ | ----------------- | -------------------- | ------------------------------------------ | ------------------------------------------ | --------------------- | --------------------- | --------------------- | --------------------- | --------------------- | ------------- |
| 1                |        | Csiszár István    | Lady N               | Korda György                               | Korda György                               | X                     | 10                    | 9                     | 10                    | 29                    | Továbbjutott  |
| 2                |        | Szakács Szilvia   | Baby                 | Justin Bieber                              | Justin Bieber                              | 9                     | X                     | 9                     | 9                     | 27                    | Továbbjutott  |
| 3                |        | Balogh Krisztofer | Babám                | Horváth Tamás                              | Horváth Tamás                              | 9                     | 9                     | X                     | 10                    | 28                    | Kiesett       |
| 4                |        | Hadas Alfréd      | I Like to Move It    | The Mad Stuntman (Reel 2 Real)             | The Mad Stuntman (Reel 2 Real)             | X                     | 9                     | 9                     | 9                     | 27                    | Továbbjutott  |
| 5                |        | Pál-Baláž Karmen  | Listen to Your Heart | Marie Fredriksson (Roxette)                | Marie Fredriksson (Roxette)                | 8                     | 8                     | 8                     | X                     | 24                    | Továbbjutott  |
| 6                |        | Kárász Dávid      | Nem vagyok én apáca  | Zalatnay Sarolta                           | Zalatnay Sarolta                           | 9                     | X                     | 9                     | 8                     | 26                    | Utolsó előtti |
| 7                |        | Venczli Zóra      | Hideaway             | Kiesza                                     | Kiesza                                     | 10                    | 9                     | 10                    | X                     | 29                    | Továbbjutott  |
| 8                |        | Gábor Márkó       | You Are Not Alone    | Michael Jackson                            | Michael Jackson                            | 10                    | 10                    | 10                    | X                     | 30                    | Továbbjutott  |
| Duett produkciók |        |                   |                      |                                            |                                            |                       |                       |                       |                       |                       |               |
| 9                |        | Kárász Dávid      | Olyan Ő              | Bagossy Norbert (Bagossy Brothers Company) | Bagossy Norbert (Bagossy Brothers Company) | A zsűri nem szavazott | A zsűri nem szavazott | A zsűri nem szavazott | A zsűri nem szavazott | A zsűri nem szavazott |               |
| 9                |        | Venczli Zóra      | Olyan Ő              | Bíró Barbara                               | Bíró Barbara                               | A zsűri nem szavazott | A zsűri nem szavazott | A zsűri nem szavazott | A zsűri nem szavazott | A zsűri nem szavazott |               |
| 10               |        | Pál-Baláž Karmen  | Hips Don’t Lie       | Shakira                                    | Shakira                                    | A zsűri nem szavazott | A zsűri nem szavazott | A zsűri nem szavazott | A zsűri nem szavazott | A zsűri nem szavazott |               |
| 10               |        | Balogh Krisztofer | Hips Don’t Lie       | Wyclef Jean                                | Wyclef Jean                                | A zsűri nem szavazott | A zsűri nem szavazott | A zsűri nem szavazott | A zsűri nem szavazott | A zsűri nem szavazott |               |
| 11               |        | Szakács Szilvia   | Barbie Girl          | Lene Grawford Nystrøm                      | (Aqua)                                     | A zsűri nem szavazott | A zsűri nem szavazott | A zsűri nem szavazott | A zsűri nem szavazott | A zsűri nem szavazott |               |
| 11               |        | Csiszár István    | Barbie Girl          | René Dif                                   | (Aqua)                                     | A zsűri nem szavazott | A zsűri nem szavazott | A zsűri nem szavazott | A zsűri nem szavazott | A zsűri nem szavazott |               |
| 12               |        | Gábor Márkó       | Mikor a test örexik  | Pápai Joci                                 | Pápai Joci                                 | A zsűri nem szavazott | A zsűri nem szavazott | A zsűri nem szavazott | A zsűri nem szavazott | A zsűri nem szavazott |               |
| 12               |        | Hadas Alfréd      | Mikor a test örexik  | Majka                                      | Majka                                      | A zsűri nem szavazott | A zsűri nem szavazott | A zsűri nem szavazott | A zsűri nem szavazott | A zsűri nem szavazott |               |

### 6. adás (november 7.)
A hatodik adásban a versenyzők egy szólóprodukcióval és egy versenytársaikkal közös produkcióval léptek színpadra. A közös produkciókat a zsűri nem pontozta.
- Közös produkció: Love Not War (The Tampa Beat) (Jason Derulo x Nuka)

| #                | Előadó | Előadó           | Dal                                         | Eredeti előadó    | Eredeti előadó  | Pontozás              | Pontozás              | Pontozás              | Pontozás              | Pontozás              | Eredmény      |
| #                | Előadó | Előadó           | Dal                                         | Eredeti előadó    | Eredeti előadó  |                       |                       |                       |                       | Összesen              | Eredmény      |
| #                | Előadó | Előadó           | Dal                                         | Eredeti előadó    | Eredeti előadó  | Majka                 | Köllő Babett          | Tóth Gabi             | Pápai Joci            | Összesen              | Eredmény      |
| ---------------- | ------ | ---------------- | ------------------------------------------- | ----------------- | --------------- | --------------------- | --------------------- | --------------------- | --------------------- | --------------------- | ------------- |
| 1                |        | Kárász Dávid     | La Copa de la Vida                          | Ricky Martin      | Ricky Martin    | 7                     | X                     | 8                     | 7                     | 22                    | Kiesett       |
| 2                |        | Szakács Szilvia  | Isten véled édes Piroskám                   | Aradszky László   | Aradszky László | 9                     | X                     | 8                     | 9                     | 26                    | Továbbjutott  |
| 3                |        | Venczli Zóra     | Shy Guy                                     | Diana King        | Diana King      | 7                     | 7                     | 7                     | X                     | 21                    | Utolsó előtti |
| 4                |        | Pál-Baláž Karmen | Egyszer                                     | Rúzsa Magdolna    | Rúzsa Magdolna  | 10                    | 10                    | 10                    | X                     | 30                    | Továbbjutott  |
| 5                |        | Gábor Márkó      | Szerelemre születtem / Túl szexi / Casanova | Zoltán Erika      | Zoltán Erika    | 10                    | 10                    | 10                    | X                     | 30                    | Továbbjutott  |
| 6                |        | Csiszár István   | Rebel Yell                                  | Billy Idol        | Billy Idol      | X                     | 9                     | 9                     | 9                     | 27                    | Továbbjutott  |
| 7                |        | Hadas Alfréd     | Up                                          | Cardi B           | Cardi B         | X                     | 10                    | 10                    | 10                    | 30                    | Továbbjutott  |
| Közös produkciók |        |                  |                                             |                   |                 |                       |                       |                       |                       |                       |               |
| 8                |        | Kárász Dávid     | Crying at the Discoteque                    | Andreas Lundstedt | (Alcazar)       | A zsűri nem szavazott | A zsűri nem szavazott | A zsűri nem szavazott | A zsűri nem szavazott | A zsűri nem szavazott |               |
| 8                |        | Szakács Szilvia  | Crying at the Discoteque                    | Annika Kjærgaard  | (Alcazar)       | A zsűri nem szavazott | A zsűri nem szavazott | A zsűri nem szavazott | A zsűri nem szavazott | A zsűri nem szavazott |               |
| 8                |        | Pál-Baláž Karmen | Crying at the Discoteque                    | Magnus Carlsson   | (Alcazar)       | A zsűri nem szavazott | A zsűri nem szavazott | A zsűri nem szavazott | A zsűri nem szavazott | A zsűri nem szavazott |               |
| 8                |        | Venczli Zóra     | Crying at the Discoteque                    | Therese Merkel    | (Alcazar)       | A zsűri nem szavazott | A zsűri nem szavazott | A zsűri nem szavazott | A zsűri nem szavazott | A zsűri nem szavazott |               |
| 9                |        | Csiszár István   | The Ketchup Song                            | Lola Muñoz        | (Las Ketchup)   | A zsűri nem szavazott | A zsűri nem szavazott | A zsűri nem szavazott | A zsűri nem szavazott | A zsűri nem szavazott |               |
| 9                |        | Hadas Alfréd     | The Ketchup Song                            | Pilar Muñoz       | (Las Ketchup)   | A zsűri nem szavazott | A zsűri nem szavazott | A zsűri nem szavazott | A zsűri nem szavazott | A zsűri nem szavazott |               |
| 9                |        | Gábor Márkó      | The Ketchup Song                            | Lucía Muñoz       | (Las Ketchup)   | A zsűri nem szavazott | A zsűri nem szavazott | A zsűri nem szavazott | A zsűri nem szavazott | A zsűri nem szavazott |               |

- Extra produkció: T. Danny és Curtis – Megmondtam / Faszagyerek

### 7. adás – elődöntő (november 14.)
Az elődöntőben a versenyzők egy egyéni produkciót és egy versenytársukkal alkotott duettet adtak elő. A zsűri a duetteket nem pontozta. Az elődöntőben jelentette be a műsorvezető Till Attila, hogy 2022 őszén képernyőre kerül a műsor harmadik évada.Az első felhívás a jelentkezésre az adásban jelent meg. 
- Közös produkció: How Will I Know (Whitney Houston)

| #                | Előadó | Előadó           | Dal                         | Eredeti előadó        | Pontozás              | Pontozás              | Pontozás              | Pontozás              | Pontozás              | Eredmény      |
| #                | Előadó | Előadó           | Dal                         | Eredeti előadó        |                       |                       |                       |                       | Összesen              | Eredmény      |
| #                | Előadó | Előadó           | Dal                         | Eredeti előadó        | Majka                 | Köllő Babett          | Tóth Gabi             | Pápai Joci            | Összesen              | Eredmény      |
| ---------------- | ------ | ---------------- | --------------------------- | --------------------- | --------------------- | --------------------- | --------------------- | --------------------- | --------------------- | ------------- |
| 1                |        | Hadas Alfréd     | It’s My Life                | Dr. Alban             | X                     | 8                     | 6                     | 8                     | 22                    | Utolsó előtti |
| 2                |        | Szakács Szilvia  | Shake it Off                | Taylor Swift          | 10                    | X                     | 9                     | 9                     | 28                    | Továbbjutott  |
| 4                |        | Venczli Zóra     | Halló Baby                  | Ágay Irén             | 10                    | 9                     | 10                    | X                     | 29                    | Kiesett       |
| 6                |        | Pál-Baláž Karmen | The Power Of Love           | Céline Dion           | 10                    | 10                    | 10                    | X                     | 30                    | Továbbjutott  |
| 7                |        | Csiszár István   | Thunderstruck               | Brian Johnson (AC/DC) | X                     | 10                    | 10                    | 10                    | 30                    | Továbbjutott  |
| 8                |        | Gábor Márkó      | Stayin' Alive / Night Fever | Barry Gibb (Bee Gees) | 10                    | 9                     | 9                     | X                     | 28                    | Továbbjutott  |
| Duett produkciók |        |                  |                             |                       |                       |                       |                       |                       |                       |               |
| 3                |        | Gábor Márkó      | It's A Man's World          | James Brown           | A zsűri nem szavazott | A zsűri nem szavazott | A zsűri nem szavazott | A zsűri nem szavazott | A zsűri nem szavazott |               |
| 3                |        | Csiszár István   | It's A Man's World          | Luciano Pavarotti     | A zsűri nem szavazott | A zsűri nem szavazott | A zsűri nem szavazott | A zsűri nem szavazott | A zsűri nem szavazott |               |
| 5                |        | Szakács Szilvia  | Baby Boy                    | Beyoncé               | A zsűri nem szavazott | A zsűri nem szavazott | A zsűri nem szavazott | A zsűri nem szavazott | A zsűri nem szavazott |               |
| 5                |        | Hadas Alfréd     | Baby Boy                    | Sean Paul             | A zsűri nem szavazott | A zsűri nem szavazott | A zsűri nem szavazott | A zsűri nem szavazott | A zsűri nem szavazott |               |
| 9                |        | Venczli Zóra     | Me Against the Music        | Britney Spears        | Britney Spears        | A zsűri nem szavazott | A zsűri nem szavazott | A zsűri nem szavazott | A zsűri nem szavazott |               |
| 9                |        | Pál-Baláž Karmen | Me Against the Music        | Madonna               | Madonna               | A zsűri nem szavazott | A zsűri nem szavazott | A zsűri nem szavazott | A zsűri nem szavazott |               |

- Extra produkció: Berkes Olivér és a BSW – Nem volt szép

### 8. adás – döntő (november 21.)
A döntőben a versenyzők egy egyéni produkcióval és egy vendégelőadóval alkotott duettel léptek színpadra. A zsűri nem pontozott, csak szóban mondtak véleményt a produkciókról, kizárólag a nézői szavazatok döntötték el a versenyzők sorsát. Miután lementek a versenyprodukciók, egy részeredmény-hirdetés következett, ahol az 5. és 4. helyezett versenyzők számára véget ért a verseny. Ezt követően a TOP3 versenyző szavazatait lenullázták és rájuk a TV2 Live applikáción vagy emelt díjas telefonhívással lehetett szavazni. Egy telefonos szavazat az applikációs szavazatok 3-szorosát jelentette. A döntőben jelentette be Till Attila, hogy 2022 tavaszán elindul a Sztárban sztár című zenés show-műsor nyolcadik évada, melynek első ajánlója az adásban jelent meg.
- Közös produkció: Csak a szívemet dobom eléd (Vikidál Gyula)

| #  | Előadó                                               | Előadó           | Dal                    | Eredeti előadó          | Eredmény     |
| -- | ---------------------------------------------------- | ---------------- | ---------------------- | ----------------------- | ------------ |
| 1  |                                                      | Pál-Baláž Karmen | Alive                  | Sia                     | 4. helyezett |
| 7  | A zene kísér majd az úton (duett Takács Nikolasszal) | Pál-Baláž Karmen | Keresztes Ildikó       |                         | 4. helyezett |
| 2  |                                                      | Hadas Alfréd     | Astronaut in the Ocean | Masked Wolf             | 5. helyezett |
| 6  | Tűzvarázsló (duett Király Viktorral)                 | Hadas Alfréd     | DR BRS                 |                         | 5. helyezett |
| 3  |                                                      | Szakács Szilvia  | I Will Love Again      | Lara Fabian             | 2. helyezett |
| 8  | Mostantól (duett Rácz Gergővel)                      | Szakács Szilvia  | Orsovai Renáta         |                         | 2. helyezett |
| 4  |                                                      | Gábor Márkó      | Jelenés                | Caramel                 | 3. helyezett |
| 9  | The Prayer (duett Radics Gigivel)                    | Gábor Márkó      | Kökény Attila          |                         | 3. helyezett |
| 5  |                                                      | Csiszár István   | I Want to Break Free   | Freddie Mercury (Queen) | 1. helyezett |
| 10 | Time to Say Goodbye (duett Miklósa Erikával)         | Csiszár István   | Zámbó Jimmy            |                         | 1. helyezett |

- Extra produkciók:

| Előadók           | Dal                | Eredeti előadók  | Eredeti előadók |
| ----------------- | ------------------ | ---------------- | --------------- |
| Venczli Zóra      | Spice Up Your Life | Melanie Chisholm | Spice Girls     |
| Urbán Edina       | Spice Up Your Life | Geri Halliwell   | Spice Girls     |
| Krizsán Lili      | Spice Up Your Life | Emma Bunton      | Spice Girls     |
| Vincze Eliza      | Spice Up Your Life | Melanie Brown    | Spice Girls     |
| Kárász Dávid      | Dragostea Din Tei  | Radu Sîrbu       | O-Zone          |
| Balogh Krisztofer | Dragostea Din Tei  | Arsenie Toderaș  | O-Zone          |
| Szaszák Zsolt     | Dragostea Din Tei  | Dan Bălan        | O-Zone          |

A nézői szavazatok alapján az második évadot Csiszár István nyerte, így övé lett a tíz milliós fődíj és a „Magyarország legsokoldalúbb előadóművésze” cím 2021-ben.

## Nézettség
A +4-es adatok a teljes lakosságra, a 18–59-es adatok a célközönségre vonatkoznak. A táblázat csak a TV2 által főműsoridőben sugárzott adások adatait mutatja.
| Epizód                 | Vetítés              | Teljes lakosság (+4) | Teljes lakosság (+4) | Teljes lakosság (+4) | Célközönség (18–59) | Célközönség (18–59) | Célközönség (18–59) | Forrás |
| Epizód                 | Vetítés              | AMR (fő)             | SHR (%)              | Heti helyezés        | AMR (fő)            | SHR (%)             | Heti helyezés       | Forrás |
| ---------------------- | -------------------- | -------------------- | -------------------- | -------------------- | ------------------- | ------------------- | ------------------- | ------ |
| 1. válogató            | 2021. szeptember 4.  | 778 872              | 21,0                 | 2.                   | 367 847             | 20,1                | 4.                  | [ 8 ]  |
| 2. válogató            | 2021. szeptember 5.  | 851 099              | 20,3                 | 1.                   | 436 194             | 20,4                | 1.                  | [ 8 ]  |
| 3. válogató            | 2021. szeptember 11. | 743 649              | 20,0                 | 2.                   | 359 950             | 19,9                | 3.                  | [ 9 ]  |
| 4. válogató            | 2021. szeptember 12. | 962 959              | 23,1                 | 1.                   | 495 776             | 23,2                | 1.                  | [ 9 ]  |
| 5. válogató            | 2021. szeptember 18. | 1 046 913            | 26,9                 | 2.                   | 520 790             | 26,4                | 2.                  | [ 10 ] |
| 1. középdöntő          | 2021. szeptember 19. | 1 142 474            | 26,5                 | 1.                   | 613 931             | 26,8                | 1.                  | [ 10 ] |
| 2. középdöntő          | 2021. szeptember 26. | 1 150 827            | 27,6                 | 1.                   | 629 868             | 28,7                | 1.                  | [ 11 ] |
| 1. élő adás            | 2021. október 3.     | 1 017 932            | 26,4                 | 1.                   | 535 992             | 25,9                | 1.                  | [ 12 ] |
| 2. élő adás            | 2021. október 10.    | 1 052 467            | 25,6                 | 1.                   | 554 217             | 25,1                | 2.                  | [ 13 ] |
| 3. élő adás            | 2021. október 17.    | 1 057 562            | 25,3                 | 2.                   | 575 716             | 25,9                | 2.                  | [ 14 ] |
| 4. élő adás            | 2021. október 24.    | 993 702              | 24,3                 | 2.                   | 520 292             | 23,7                | 2.                  | [ 15 ] |
| 5. élő adás            | 2021. október 31.    | 1 060 501            | 27,4                 | 1.                   | 559 590             | 26,5                | 2.                  | [ 16 ] |
| 6. élő adás            | 2021. november 7.    | 890 732              | 20,9                 | 2.                   | 431 843             | 18,7                | 5.                  | [ 17 ] |
| 7. élő adás (Elődöntő) | 2021. november 14.   | 875 159              | 20,5                 | 2.                   | 412 535             | 18,1                | 2.                  | [ 18 ] |
| 8. élő adás (Döntő)    | 2021. november 21.   | 1 172 435            | 29,4                 | 1.                   | 591 459             | 27,6                | 1.                  | [ 19 ] |